# Groß Naundorf
Groß Naundorf este o comună din landul Saxonia-Anhalt, Germania.